# 歐羅姆混沌
4°24′S 27°00′W / 4.4°S 27°W

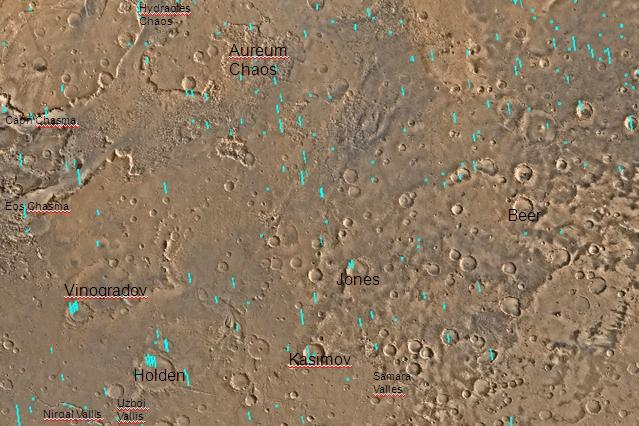
火星珍珠灣區地圖，有標上主要地形名稱。卡普里峽谷（Capri Chasma）和厄俄斯峽谷（Eos Chasma）是水手號谷的東端

歐羅姆混沌（Aureum Chaos）是火星珍珠灣區一個崎嶇的陷落區域，中心座標4.4S°, 27W°。

## 地理狀況
歐羅姆混沌長368公里，以火星的反照率特徵命名。該名字是來自首次畫下火星表面地圖的喬凡尼·斯基亞帕雷利。該區域在斯基亞帕雷利的火星地圖中是稱為Aurea Cherso，意思是黃金半島，而這是馬來半島的舊名。Aureum是拉丁語的金；金的化學符號Au即來自於拉丁語。
在歐羅姆混沌的許多區域，其峽谷深度約1公里，是地球上科羅拉多大峽谷的一半，但是歐羅姆混沌的面積相當於美國阿拉巴馬州，是大峽谷國家公園的20倍。

## 相關研究
歐羅姆混沌是一個大型的峽谷系統和陷落區域。火星上巨大的外流河道一般認為是災難性的地下水洩流造成。許多河道都起源自地表塌陷的混沌地形。在塌陷區域可以看到未受干擾的區域。火星快車號的儀器光學與紅外礦物光譜儀（OMEGA）在歐羅姆混沌多個地方發現了黏土礦物（頁矽酸鹽）。黏土礦物必須在有水的狀況下形成，因此這個區域可能曾經有大量的水。科學家相當感興趣於確定火星哪些區域曾經有液態水存在，因為可能可以找到火星過去或現在有生物存在。歐羅姆混沌有多個區域有大量的水曾存在於火星的證據。

## 圖集

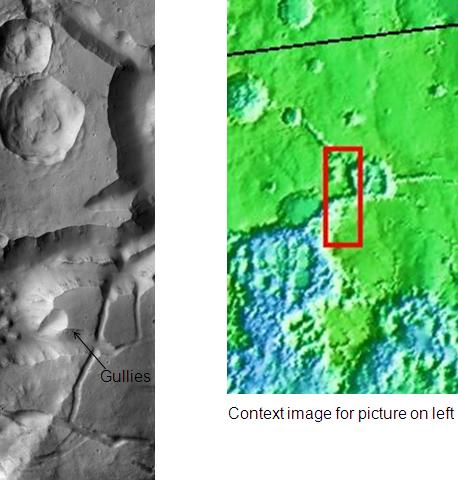
歐羅姆混沌中的巨型峽谷，由2001火星奧德賽號上的熱輻射成像系統（THEMIS）拍攝。在這個緯度很少山溝的存在。
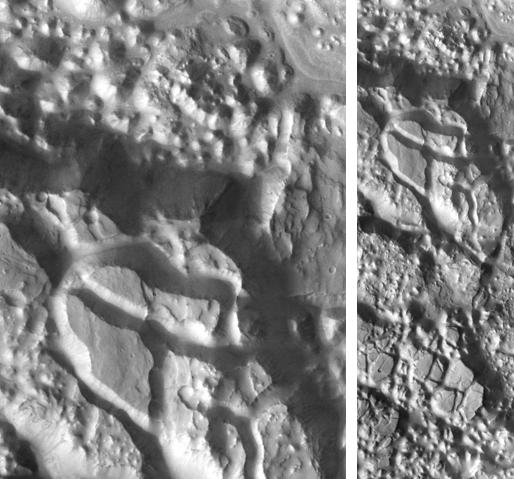
THEMIS拍攝的歐羅姆混沌
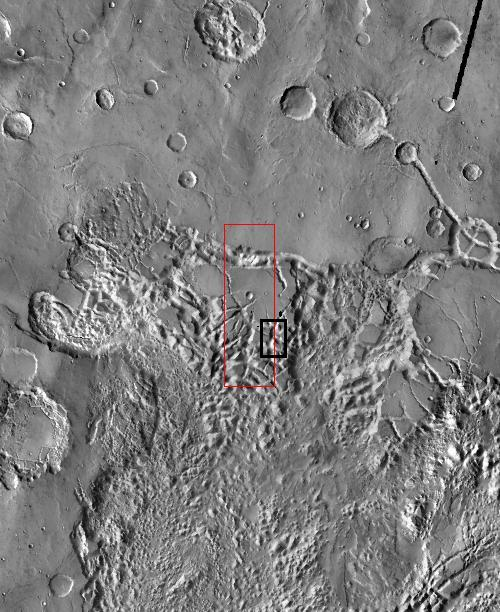
本影像由2001火星奧德賽號的THEMIS拍攝的廣視野影像。黑色方框是視野較窄的HiRISE影像的大致位置。本影像是廣大的歐羅姆混沌地形（Aureum Chaos）的一部分。點選可看大圖。
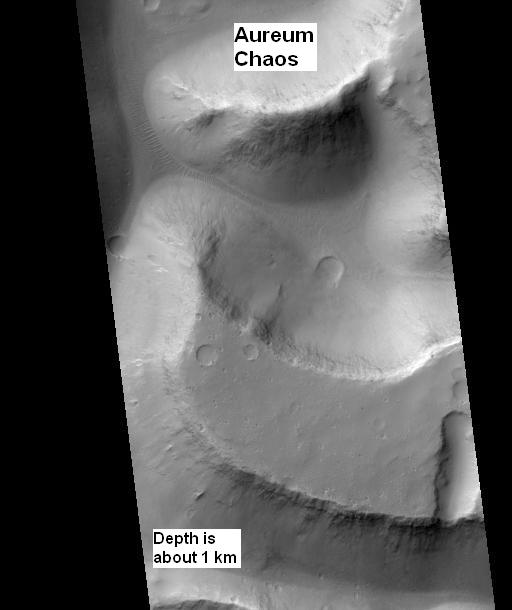
HiRISE拍攝的歐羅姆混沌，是HiWish計畫的一部分。
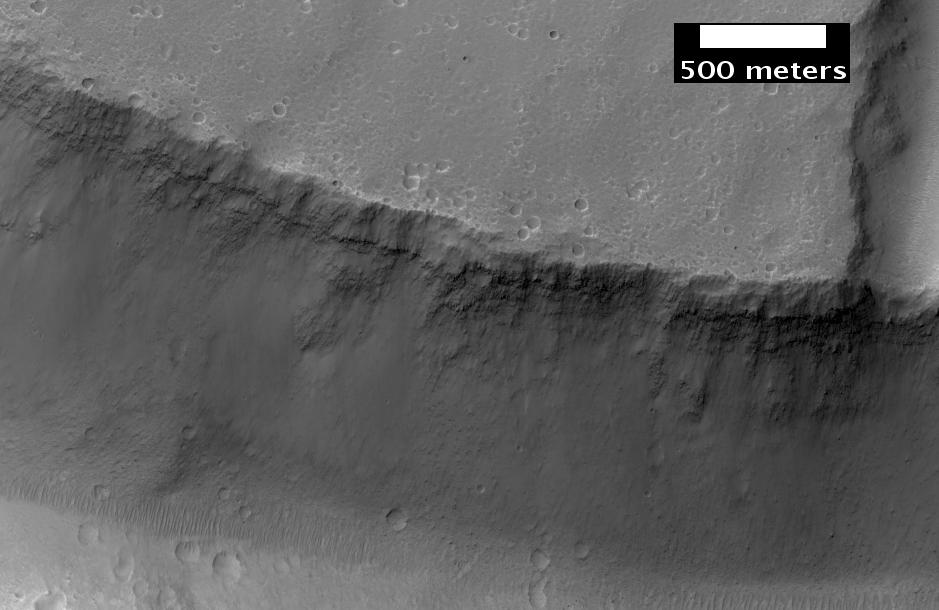
前一張影像的近距離細節，同樣是HiWish計畫的一部分。影像中小圓點是巨石。